# 水手衫

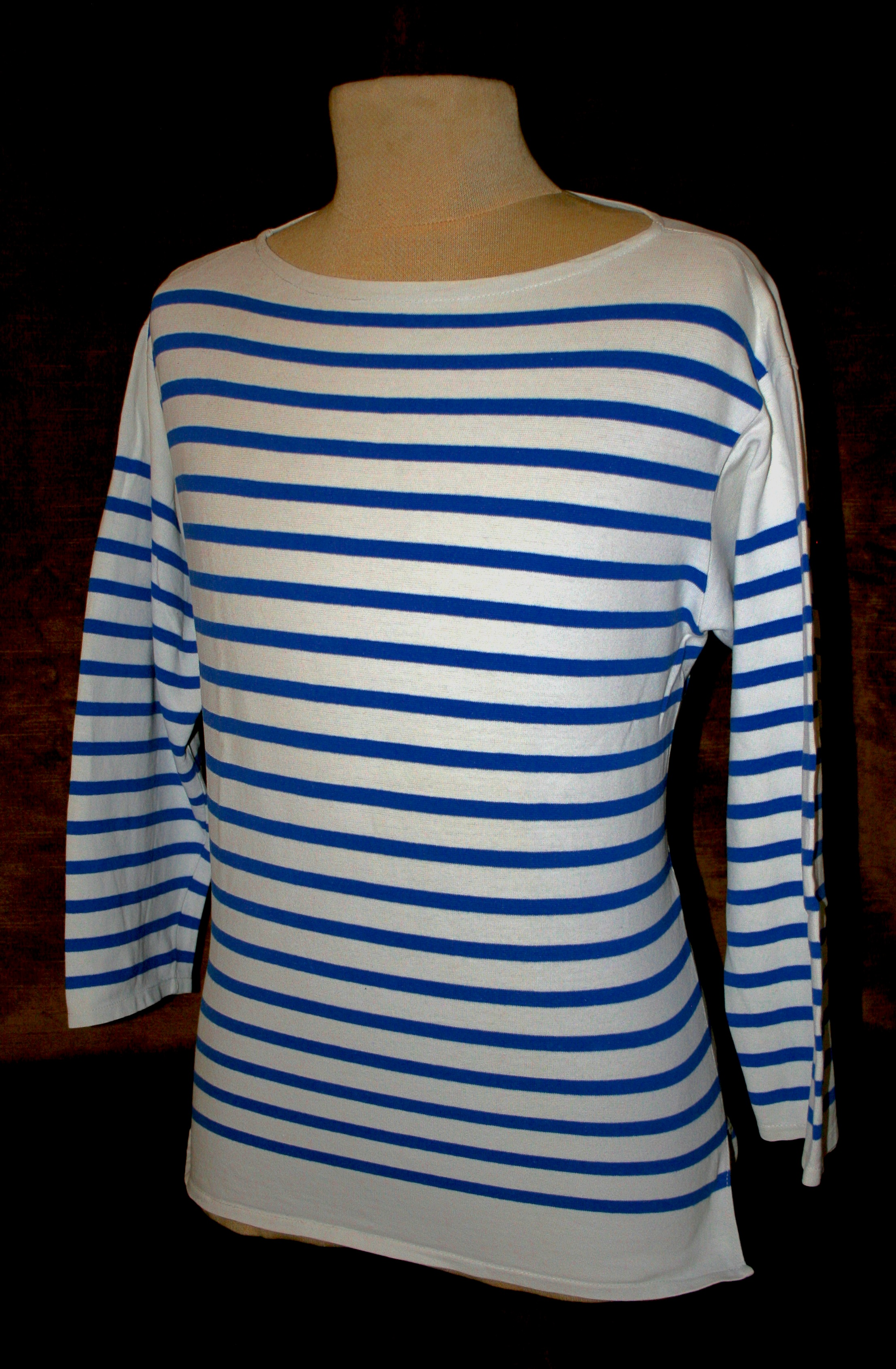
法国海军的水手衫

水手衫（法語：Marinière）是一种棉质长袖衣物，其上带有横向蓝白条纹。水手衫是法國海軍军需官和水兵的标志性制服，后来民間也穿起了水手衫，成了法国时尚界的一大元素，特别是在世界其他地方，这种条纹衣物已经成了外界对法国人的刻板印象之一。水手衫也叫布列塔尼衫（Breton shirt），因为法国海军中有很多来自布列塔尼半岛的水兵。